# The Cured
The Cured è un film horror irlandese del 2017 scritto e diretto da David Freyne nel suo film d'esordio. È interpretato da Ellen Page, Sam Keeley e Tom Vaughan-Lawlor.

## Trama
Un'infestazione chiamata Maze Virus ha già colpito l'Europa, trasformando le sue vittime in uno stato omicida simile a uno zombi. L'Irlanda è stata particolarmente colpita. In seguito è stata scoperta una cura e il 75% degli infetti che potevano essere catturati sono stati trattati e guariti dal virus. Il restante 25% si è dimostrato resistente alla cura. I due gruppi sono conosciuti come i Curati e gli Infetti. Gli infetti sono tenuti in cattività, nonostante il pubblico timore che mantenerli in vita possa portare a un'altra epidemia.
Senan e Conor sono pazienti curati che sono stati internati insieme. Il loro "ufficiale di riabilitazione", il sergente Cantor, ha poca fiducia che i curati possano integrarsi di nuovo nella società senza ulteriore violenza e li tratta con ostilità. Senan si riunisce con sua cognata, Abbie, che ha un figlio piccolo, Cillian. Abbie chiede a Senan cosa ne è stato di suo marito, Luke, il fratello di Senan. Senan afferma di ignorare il suo destino, anche se viene rivelato in uno dei tanti flashback di Senan che Conor ha infettato Senan, che poi ha ucciso Luke, nella casa in cui vive ancora Abbie. I Curati hanno un ricordo dettagliato di ciò che hanno fatto mentre erano infetti; molti di loro soffrono di disturbo da stress post-traumatico. Conor, un ex avvocato con aspirazioni politiche, non riesce a trovare lavoro ed è evitato dalla sua famiglia per le sue azioni mentre era infetto. Forma un movimento clandestino chiamato Cured Alliance, con l'obiettivo di riconquistare le libertà civili che i Cured hanno perso.
Il governo sta pianificando di praticare l'eutanasia al 25% (5.000 pazienti) infetti, nonostante le affermazioni di un eminente virologo secondo cui un vaccino migliore per gli infetti è quasi sviluppato. Senan accetta un lavoro presso l'ospedale in cui sono ospitati gli infetti e osserva che non mostrano alcun interesse ad attaccare i curati. Questa è una fonte di tensione politica nella comunità, poiché il mai infettato sospetta ad alta voce che i Curati adorerebbero vedere un'altra epidemia del virus del labirinto, poiché sarebbero in gran parte immuni ai suoi effetti.
Conor tenta di reclutare Senan nella Cured Alliance. Senan inizialmente rifiuta, ma dopo aver sperimentato l'ostilità della società nei confronti dei Curati, prende parte a una missione incendiaria per il gruppo. Conor afferma che gli obiettivi sono case disabitate, ma un soldato viene ucciso e Cantor sospetta Senan e Conor. Cantor si avvicina ad Abbie a casa sua e le dice che gli Infetti sono collegati in qualche modo telepatico e che si riuniscono in branchi come animali predatori. Suggerisce che i tratti predatori non vengono eliminati dal vaccino e che i Curati sono ancora pericolosi. Mostra ad Abbie una fotografia di Conor e Senan che vagano insieme quando sono stati infettati. Conor sembrava guidare Senan in atti omicidi nella foto. Conor in seguito si avvicina ad Abbie e ammette tacitamente che lui e Senan hanno ucciso suo marito mentre erano infetti durante i primi giorni dell'epidemia.
Abbie affronta Senan e lo butta fuori. Senan si rende conto che Conor non ha rimorsi per quello che ha fatto in passato e per quello che sta ancora facendo. Senan assiste Cantor in un'operazione pungente per arrestare Conor dopo aver confessato ad alta voce l'incendio doloso; tuttavia, Conor uccide violentemente Cantor e fugge. La Cured Alliance avvia un piano per liberare gli Infetti dal loro confinamento. Gli infetti scendono in piazza, uccidendo e infettando nuove vittime e provocando il caos di massa. Le truppe dell'esercito irlandese sono schierate. Senan trova Abbie, che sta freneticamente cercando di recuperare Cillian dalla sua scuola. Senan salva Cillian ma viene affrontato da Conor, che lo picchia selvaggiamente. Un soldato spara a Conor ma scappa. Senan, Abbie e Cillian tornano a casa loro, ma Cillian viene morso e infettato. Senan, sapendo di essere immune, prende Cillian e dice ad Abbie che lo terrà al sicuro fino a quando non sarà disponibile un altro vaccino.
Qualche tempo dopo, un telegiornale annuncia che l'ordine è stato ripristinato, sebbene 8.000 nuove persone infette siano ora in cattività. Durante l'annuncio, possono essere visti poster promozionali di Conor (come la voce di Cured Alliance). È stato reso noto che alcuni infetti sono ora nascosti, poiché il governo sta di nuovo discutendo di eutanasia per il 25% resistente. Senan si nasconde con Cillian infetto.

## Distribuzione
Il film è stato proiettato nella sezione Special Presentations al Toronto International Film Festival del 2017.

## Accoglienza

### Incassi
The Cured ha incassato $ 26.630 negli Stati Uniti e in Canada e $ 297.146 in altri territori per un totale mondiale di $ 323.776, più $ 48.200 con le vendite di home video.

### Critica
Nell'aggregatore di recensioni Rotten Tomatoes, il film ha un indice di gradimento del 70% basato su 63 recensioni, con una valutazione media di 6,36 / 10. Il consenso dei critici del sito recita: "Il genere dell'apocalisse zombie è pieno di cliché, ma The Cured si distingue leggermente con una certa profondità tematica". Su Metacritic, il film ha un punteggio medio ponderato di 57 su 100, basato su 20 critici, indicando "recensioni miste o medie".